# Ханбогд
Ханбогд (монг. Ханбогд?, ᠬᠠᠨᠪᠣᠭᠳᠤ?, монг. Ханбогд сум?, ᠬᠠᠨᠪᠣᠭᠳᠤ
ᠰᠤᠮᠤ?) — сомон монгольского аймака Умнеговь (Южно-Гобийского аймака). Центр — посёлок Ихбулаг — расположен в 250 км от центра аймака — города Даланзадгад; расстояние до столицы страны Улан-батора — 630 км. Основан в 1931 год]у
Площадь сомона — ок. 15 150 кв. км. На территории находятся горы Агуйт (1 277 м), Борхошуу, Гавилууд, гоби Жавхлант, Номгон, Ханбогд (1 351 м), Хархошуу, Хеевер, Хонгор, долина Телег, также много солёных озёр. Добываются золото, свинец, железная руда, химическое и строительное сырьё. 
Животный мир представлен косулями, лисицами, волками, корсаками, манулами, зайцами, аргалами, дикие козами, куланами. В 2010 году в сомоне насчитывалось 96 084 голов скота. 
На территории сомона имеются школа, больница, мастерские. Здесь же расположен аэропорт Ханбумбат — второй по пассажиропотоку аэропорт в Монголии, открытый в 2013 году.  